# DSA-450
La DSA-450 es una carretera perteneciente a la Red Primaria de la Diputación Provincial de Salamanca que une las localidades de Yecla de Yeltes y Villavieja de Yeltes.

## Recorrido
La carretera DSA-450 tiene su origen en Yecla de Yeltes en la intersección con la carretera DSA-460 y termina en la intersección con la carretera SA-325 en Villavieja de Yeltes formando parte de la Red de carreteras de Salamanca.
| Yecla de Yeltes (Intersección con ) - Villavieja de Yeltes (Intersección con ) | Yecla de Yeltes (Intersección con ) - Villavieja de Yeltes (Intersección con ) | Yecla de Yeltes (Intersección con ) - Villavieja de Yeltes (Intersección con ) | Yecla de Yeltes (Intersección con ) - Villavieja de Yeltes (Intersección con ) | Yecla de Yeltes (Intersección con ) - Villavieja de Yeltes (Intersección con ) | Yecla de Yeltes (Intersección con ) - Villavieja de Yeltes (Intersección con ) | Yecla de Yeltes (Intersección con ) - Villavieja de Yeltes (Intersección con ) | Yecla de Yeltes (Intersección con ) - Villavieja de Yeltes (Intersección con ) | Yecla de Yeltes (Intersección con ) - Villavieja de Yeltes (Intersección con ) | Yecla de Yeltes (Intersección con ) - Villavieja de Yeltes (Intersección con ) | Yecla de Yeltes (Intersección con ) - Villavieja de Yeltes (Intersección con ) |
| Esquema                                                                        | PK                                                                             | Sentido Lumbrales                                                              | Sentido Lumbrales                                                              | Sentido Lumbrales                                                              | Sentido Lumbrales                                                              | Sentido Vitigudino                                                             | Sentido Vitigudino                                                             | Sentido Vitigudino                                                             | Sentido Vitigudino                                                             | Incidencias                                                                    |
| Esquema                                                                        | PK                                                                             | Velocidad                                                                      | Elemento                                                                       | Salida                                                                         | Salida                                                                         | Salida                                                                         | Salida                                                                         | Elemento                                                                       | Velocidad                                                                      | Incidencias                                                                    |
| Esquema                                                                        | PK                                                                             | Velocidad                                                                      | Elemento                                                                       | Dir.                                                                           | Nombre                                                                         | Nombre                                                                         | Dir.                                                                           | Elemento                                                                       | Velocidad                                                                      | Incidencias                                                                    |
| ------------------------------------------------------------------------------ | ------------------------------------------------------------------------------ | ------------------------------------------------------------------------------ | ------------------------------------------------------------------------------ | ------------------------------------------------------------------------------ | ------------------------------------------------------------------------------ | ------------------------------------------------------------------------------ | ------------------------------------------------------------------------------ | ------------------------------------------------------------------------------ | ------------------------------------------------------------------------------ | ------------------------------------------------------------------------------ |
|                                                                                | 0,0                                                                            |                                                                                |                                                                                | Vitigudino Pozos de Hinojo Guadramiro                                          | Vitigudino Pozos de Hinojo Guadramiro                                          | Vitigudino Pozos de Hinojo Guadramiro                                          |                                                                                |                                                                                |                                                                                |                                                                                |
| Bogajo Lumbrales                                                               | 0,0                                                                            |                                                                                |                                                                                |                                                                                |                                                                                |                                                                                |                                                                                |                                                                                |                                                                                |                                                                                |
|                                                                                | 0,2                                                                            |                                                                                |                                                                                | YECLA DE YELTES                                                                | YECLA DE YELTES                                                                | YECLA DE YELTES                                                                | YECLA DE YELTES                                                                |                                                                                |                                                                                |                                                                                |
|                                                                                | 1,1                                                                            |                                                                                |                                                                                | Castro de Yecla la Vieja                                                       | Castro de Yecla la Vieja                                                       | Castro de Yecla la Vieja                                                       | Castro de Yecla la Vieja                                                       |                                                                                |                                                                                |                                                                                |
|                                                                                | 1,2                                                                            |                                                                                |                                                                                | Arroyo del Encinar                                                             | Arroyo del Encinar                                                             | Arroyo del Encinar                                                             | Arroyo del Encinar                                                             |                                                                                |                                                                                |                                                                                |
|                                                                                | 2,2                                                                            |                                                                                |                                                                                | Río Huebra                                                                     | Río Huebra                                                                     | Río Huebra                                                                     | Río Huebra                                                                     |                                                                                |                                                                                |                                                                                |
|                                                                                | 6,9                                                                            |                                                                                |                                                                                | Río Yeltes                                                                     | Río Yeltes                                                                     | Río Yeltes                                                                     | Río Yeltes                                                                     |                                                                                |                                                                                |                                                                                |
|                                                                                | 9,7                                                                            |                                                                                |                                                                                | Obelisco a la Libertad                                                         | Obelisco a la Libertad                                                         | Obelisco a la Libertad                                                         | Obelisco a la Libertad                                                         |                                                                                |                                                                                |                                                                                |
|                                                                                | 10,3                                                                           |                                                                                |                                                                                | VILLAVIEJA DE YELTES                                                           | VILLAVIEJA DE YELTES                                                           | VILLAVIEJA DE YELTES                                                           | VILLAVIEJA DE YELTES                                                           |                                                                                |                                                                                |                                                                                |
|                                                                                | 10,400                                                                         |                                                                                |                                                                                |                                                                                | Bogajo Cerralbo                                                                | Bogajo Cerralbo                                                                | Bogajo Cerralbo                                                                |                                                                                |                                                                                |                                                                                |
|                                                                                | 10,400                                                                         | Villares de Yeltes La Fuente de San Esteban Retortillo                         |                                                                                |                                                                                |                                                                                |                                                                                |                                                                                |                                                                                |                                                                                |                                                                                |
|                                                                                | 10,400                                                                         | Centro Urbano                                                                  |                                                                                |                                                                                |                                                                                |                                                                                |                                                                                |                                                                                |                                                                                |                                                                                |